# Natto Wada
Natto Wada (和田 夏十, Wada Natto), de son vrai nom Yumiko Mogi, est une scénariste japonaise née à Himeji dans la préfecture de Hyōgo le 13 septembre 1920 et morte à Tokyo le 18 février 1983.

## Biographie

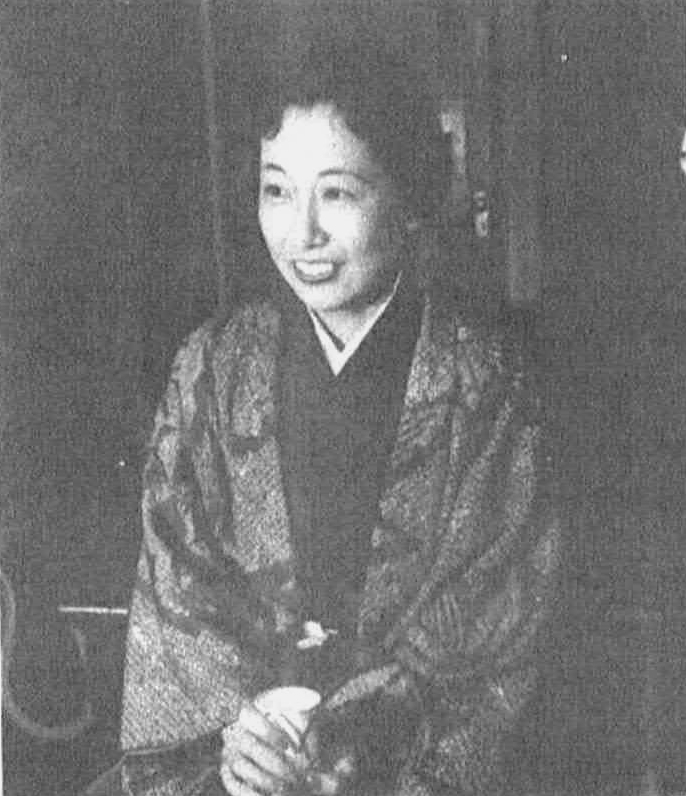
Natto Wada en 1954.

Entrée à la Tōhō comme traductrice, Natto Wada y fait la connaissance du réalisateur Kon Ichikawa, qu'elle épouse en 1948. Après avoir collaboré à ses premiers films, elle devient sa scénariste régulière de 1951 à 1965, année où elle est contrainte d'abandonner son métier pour raisons de santé. Elle est l'auteur de plus de trente scénarios entre 1949 et 1970.

## Filmographie
- 1949 : Portrait d'un être humain (人間模様, Ningen moyō?) de Kon Ichikawa
- 1949 : Passion sans frein (果しなき情熱, Hateshinaki jōnetsu?) de Kon Ichikawa
- 1951 : L'Amant (恋人, Koibito?) de Kon Ichikawa
- 1951 : L'Amour volé (盗まれた恋, Nusumareta koi?) de Kon Ichikawa
- 1951 : Bungawan Solo (ブンガワンソロ, Bungawan Soro?) de Kon Ichikawa
- 1951 : La Marche nuptiale (結婚行進曲, Kekkon kōshinkyoku?) de Kon Ichikawa
- 1952 : Les Jeunes Gens (若い人, Wakai hito?) de Kon Ichikawa
- 1952 : La Femme qui a touché les jambes (足にさわった女, Ashi ni sawatta onna?) de Kon Ichikawa
- 1953 : Monsieur Pû (プーサン, Pū-san?) de Kon Ichikawa
- 1953 : La Jeunesse de Heiji Zenigata (天晴れ一番手柄 青春銭形平次, Appare ichiban tegara: Seishun Zenigata Heiji?) de Kon Ichikawa
- 1953 : Les Amants (愛人, Aijin?) de Kon Ichikawa
- 1954 : Le Milliardaire (億万長者, Okuman chōja?) de Kon Ichikawa
- 1954 : Douze chapitres sur les femmes (女性に関する十二章, Josei ni kansuru jūni shō?) de Kon Ichikawa
- 1955 : Histoire de fantômes de la jeunesse (青春怪談, Seishun kaidan?) de Kon Ichikawa
- 1956 : La Harpe de Birmanie (ビルマの竪琴, Biruma no Tategoto?) de Kon Ichikawa
- 1956 : La Chambre des exécutions (処刑の部屋, Shokei no heya?) de Kon Ichikawa
- 1956 : Le Pont du Japon (日本橋, Nihonbashi?) de Kon Ichikawa
- 1957 : Le Train bondé (満員電車, Man'in densha?) de Kon Ichikawa
- 1958 : Le Pavillon d'or (炎上, Enjō?) de Kon Ichikawa
- 1959 : L'Étrange Obsession (鍵, Kagi?) de Kon Ichikawa
- 1959 : Feux dans la plaine (野火, Nobi?) de Kon Ichikawa
- 1960 : La Princesse errante (流転の王妃, Ruten no ōhi?) de Kinuyo Tanaka
- 1960 : Le Fils de famille (ぼんち, Bonchi?) de Kon Ichikawa
- 1960 : La Femme qui touchait les jambes (足にさわった女, Ashi ni sawatta onna?) de Yasuzō Masumura
- 1961 : Dix femmes en noir (黒い十人の女, Kuroi jūnin no onna?) de Kon Ichikawa
- 1962 : Le Serment rompu (破戒, Hakai?) de Kon Ichikawa
- 1962 : J'ai deux ans (私は二歳, Watashi wa nisai?) de Kon Ichikawa
- 1963 : La Vengeance d'un acteur (雪之丞変化, Yukinojō henge?) de Kon Ichikawa
- 1963 : Seul sur l'océan Pacifique (太平洋ひとりぼっち, Taiheiyō hitori-botchi?) de Kon Ichikawa
- 1965 : Tokyo Olympiades (東京オリンピック, Tōkyō Orinpikku?) de Kon Ichikawa (documentaire)
- 1970 : Tsuru (つる?) de Kon Ichikawa (documentaire)
- 1985 : La Harpe de Birmanie (ビルマの竪琴, Biruma no tategoto?) de Kon Ichikawa (remake)
- 1988 : La Grue (つる 鶴, Tsuru?) de Kon Ichikawa
- 2001 : La Mère (かあちゃん, Kā-chan?) de Kon Ichikawa

## Distinctions

### Récompenses
- 1960 : prix Kinema Junpō du meilleur scénario pour L'Étrange Obsession et Feux dans la plaine[2]
- 1963 : prix Mainichi du meilleur scénario pour Le Serment rompu et J'ai deux ans[3]